# Rutas nacionales de Uruguay

Rutas nacionales de Uruguay

Las rutas nacionales de Uruguay son las vías de transporte más importantes existentes en el país, y conectan todas las localidades.
La red cuenta con 8696 kilómetros de longitud, de los cuales 303 son de hormigón, 3164 de carpeta asfáltica, 4220 de tratamiento bituminoso y 1009 de tosca. Uruguay actualmente está reparando y modernizado sus rutas debido al gran transporte de carga que circula por éstas, especialmente el de granos y madera.

## Lista de rutas nacionales de la República Oriental del Uruguay
| Número           | Nombre | Sentido          | Origen                   | Destino                         | Departamentos                                                            | Longitud (km)        |  |
| ---------------- | --- | ---------------- | ------------------------ | ------------------------------- | ------------------------------------------------------------------------ | -------------------- |  |
| 1                | Brigadier General Manuel Oribe | este-oeste       | Montevideo               | Colonia del Sacramento          | Montevideo, San José, Colonia                                            | 177                  |  |
| 1                | Doctor Hugo Batalla (Accesos Oeste de Montevideo, desde la intersección con la avenida Carlos María Ramírez hasta la que se produce con la calle Colombia) | este-oeste       | Montevideo               | Colonia del Sacramento          | Montevideo, San José, Colonia                                            | 177                  |  |
| 2                | Grito de Asencio | sureste-noroeste | Ruta 1                   | Fray Bentos                     | Colonia, Soriano, Río Negro                                              | 180                  |  |
| 3                | General José Artigas | sur-norte        | Ruta 1                   | Frontera con Brasil             | San José, Flores, Río Negro, Paysandú, Salto, Artigas                    | 563                  |  |
| 4                | Andrés Artigas | sur-norte        | Ruta 5                   | Artigas                         | Durazno, Río Negro, Paysandú, Salto, Artigas                             | 334* (discontinuada) |  |
| 5                | Brigadier General Fructuoso Rivera | sur-norte        | Montevideo               | Rivera                          | Montevideo, Canelones, Florida, Durazno, Tacuarembó, Rivera              | 500                  |  |
| 5                | Doctor Hugo Batalla (Accesos Oeste de Montevideo, desde la intersección con la avenida Carlos María Ramírez hasta la que se produce con la calle Colombia) | sur-norte        | Montevideo               | Rivera                          | Montevideo, Canelones, Florida, Durazno, Tacuarembó, Rivera              | 500                  |  |
| 6                | Joaquín Suárez | sur-norte        | Montevideo               | Frontera con Brasil             | Montevideo, Canelones, Florida, Durazno, Cerro Largo, Tacuarembó, Rivera | 450                  |  |
| 7                | General Aparicio Saravia | sur-norte        | Ruta 6                   | Frontera con Brasil             | Canelones, Florida, Durazno, Treinta y Tres, Lavalleja, Cerro Largo      | 390*                 |  |
| 8                | Brigadier General Juan Antonio Lavalleja | sur-norte        | Montevideo               | Aceguá                          | Montevideo, Canelones, Lavalleja, Treinta y Tres, Cerro Largo            | 430                  |  |
| 9                | General Leonardo Olivera | oeste-este       | Montevideo               | Chuy                            | Canelones, Maldonado, Rocha                                              | 338                  |  |
| 10               | Juan Díaz de Solís | oeste-este       | Montevideo               | Aguas Dulces                    | Canelones, Maldonado, Rocha                                              | 215* (discontinuada) |  |
| 11               | José Batlle y Ordóñez | oeste-este       | Ruta 1                   | Atlántida                       | San José, Canelones                                                      | 166                  |  |
| 11               | Ingeniero Eladio Dieste (desde km 163,500 hasta Atlántida)                                                                                                 | oeste-este       | Ruta 1                   | Atlántida                       | San José, Canelones                                                      | 166                  |  |
| 12               | Doctor Luis Alberto de Herrera | oeste-este       | Nueva Palmira            | Punta Ballena                   | Colonia, Soriano, Canelones, Florida, Lavalleja, Maldonado               | 252* (discontinuada) |  |
| 13               | Bartolomé Hidalgo | oeste-este       | Ruta 8                   | Ruta 16                         | Lavalleja, Maldonado, Rocha                                              | 110                  |  |
| 14               | Brigadier General Venancio Flores | oeste-este       | Mercedes                 | La Coronilla                    | Soriano, Flores, Durazno, Florida, Lavalleja, Rocha                      | 483* Discontinuada   |  |
| 15               | Doctor Javier Barrios Amorín (desde La Paloma hasta ruta 9)                                                                                                | sur-norte        | La Paloma                | Cebollatí                       | Rocha                                                                    | 190                  |  |
| 16               | Camino de los Indios (desde Castillos hasta ruta 14) | sur-norte        | Aguas Dulces             | Ruta 14                         | Rocha                                                                    | 49                   |  |
| 16               | Chasque Francisco de los Santos (desde ruta 10 hasta ruta 9)                                                                                               | sur-norte        | Aguas Dulces             | Ruta 14                         | Rocha                                                                    | 49                   |  |
| 17               | Padre Vicente Monteleone (desde ruta 18 hasta La Charqueada)                                                                                               | oeste-este       | Treinta y Tres           | La Charqueada                   | Treinta y Tres                                                           | 61                   |  |
| 18               | Ricardo Ferrés (desde ruta 17 hasta Vergara) | suroeste-noreste | Ruta 17                  | Ruta 26                         | Treinta y Tres, Cerro Largo                                              | 103                  |  |
| 19               | Coronel Lorenzo Latorre | oeste-este       | Villa del Carmen         | Chuy                            | Durazno, Treinta y Tres, Rocha                                           | 240* (discontinuada) |  |
| 19               | General Basilio Muñoz (desde ruta 7 hasta ruta 6) | oeste-este       | Villa del Carmen         | Chuy                            | Durazno, Treinta y Tres, Rocha                                           | 240* (discontinuada) |  |
| 19               | Horacio Arredondo (desde ruta 15 hasta Chuy) | oeste-este       | Villa del Carmen         | Chuy                            | Durazno, Treinta y Tres, Rocha                                           | 240* (discontinuada) |  |
| 20               | | suroeste-noreste | Ruta 24                  | Ruta 5                          | Río Negro                                                                | 139                  |  |
| 21               | Treinta y Tres Orientales | sur-norte        | Colonia                  | Mercedes                        | Colonia                                                                  | 185                  |  |
| 22               | | sureste-noroeste | Ruta 1                   | Ruta 21                         | Colonia                                                                  | 42                   |  |
| 23               | Francisco Espínola (desde ruta 11 hasta Ismael Cortinas)                                                                                                   | sur-norte        | Juan Soler               | Ruta 3                          | San José, Flores                                                         | 103                  |  |
| 23               | Mario Arregui (desde Trinidad hasta Ismael Cortinas) | sur-norte        | Juan Soler               | Ruta 3                          | San José, Flores                                                         | 103                  |  |
| 24               | Guyunusa | sur-norte        | Ruta 2                   | Ruta 3                          | Río Negro                                                                | 93                   |  |
| 25               | | suroeste-noreste | Ruta 24                  | Ruta 20                         | Río Negro                                                                | 159* Discontinuada   |  |
| 26               | Brigadier General Leandro Gómez | oeste-este       | Ruta 3                   | Río Branco                      | Paysandú, Salto, Tacuarembó, Cerro Largo                                 | 398                  |  |
| 27               | Mario Heber | noroeste-sureste | Rivera                   | Vichadero                       | Rivera                                                                   | 132                  |  |
| 28               | Coronel Andrés Latorre | sur-norte        | Ruta 44                  | Ruta 27                         | Rivera                                                                   | 80                   |  |
| 29               | | oeste-este       | Ruta 5                   | Frontera con Brasil             | Rivera                                                                   | 100                  |  |
| 30               | Brigadier General Eugenio Garzón | oeste-este       | Ruta 3                   | Ruta 5                          | Artigas, Rivera                                                          | 260                  |  |
| 31               | Coronel Gorgonio Aguiar | oeste-este       | Salto                    | Tacuarembó                      | Salto, Tacuarembó                                                        | 225                  |  |
| 32               | | sur-norte        | Montevideo               | Ruta 11                         | Canelones                                                                | 26*                  |  |
| 33               | | sur-norte        | Ruta 6                   | Ruta 65                         | Canelones                                                                |                      |  |
| 34               | | sur-norte        | Ruta Interbalnearia      | Empalme Olmos                   | Canelones                                                                |                      |  |
| 35               | | sur-norte        | La Floresta              | Soca                            | Canelones                                                                |                      |  |
| 36               | Camino Melilla (Desde la Ruta 5 hasta el límite departamental entre el Departamento de Montevideo y el Departamento de Canelones)                          | sureste-noroeste | Ruta 5                   | Río Santa Lucía                 | Canelones                                                                |                      |  |
| 37               | Fundador Don Francisco Piria | suroeste-noreste | Piriápolis               | Pan de Azúcar                   | Maldonado                                                                | 10                   |  |
| 38 (Maldonado)   | | oeste-este       | Ruta Interbalnearia      | Maldonado                       | Maldonado                                                                |                      |  |
| 38 (Cerro Largo) | | noroeste-sureste | Ruta 6                   | Ruta 7                          | Cerro Largo                                                              | 61                   |  |
| 39               | Domingo Burgueño Miguel | sur-norte        | Punta del Este           | Ruta 8                          | Maldonado, Lavalleja                                                     | 101                  |  |
| 40               | | sureste-noroeste | Ruta 12                  | Pirarajá                        | Canelones, Lavalleja                                                     |                      |  |
| 41               | Doctor Alberto Gallinal | sureste-noroeste | Ruta 7                   | Ruta 6                          | Florida                                                                  |                      |  |
| 42               | | suroeste-noreste | Sarandí Grande           | Ruta 6                          | Durazno, Florida                                                         | 123* (discontinuada) |  |
| 43               | | sureste-noroeste | Ruta 6                   | Ruta 5                          | Durazno, Tacuarembó                                                      | 130                  |  |
| 44               | Coronel Fernando Otorgués | noroeste-sureste | Ansina                   | Ruta 7                          | Rivera, Tacuarembó                                                       | 127* (discontinuada) |  |
| 45               | Alejandro Zorrilla de San Martín (desde ruta 1 hasta Rodríguez)                                                                                            | sur-norte        | Ruta 1                   | Cuchilla Carreta Quemada        | San José                                                                 | 100                  |  |
| 46               | María Josefa Álamo de Súarez (desde empalme Dogliotti hasta acceso Los Cerrillos)                                                                          | sur-norte        | Paso del Bote            | Santa Lucía                     | Canelones                                                                | 33                   |  |
| 47               | | sur-norte        | Río Santa Lucía          | Ruta 36                         | Canelones                                                                |                      |  |
| 48               | Sacerdote Luis “Perico” Pérez Aguirre S.J. (desde Las Piedras hasta ruta 5)                                                                                | sureste-noroeste | Las Piedras              | Las Brujas                      | Canelones                                                                |                      |  |
| 49               | | sur-norte        | Ruta 48                  | Ruta 36                         | Canelones                                                                |                      |  |
| 50               | | suroeste-noreste | Ruta 1                   | Tarariras                       | Colonia                                                                  |                      |  |
| 51               | | sur-norte        | Playa Fomento            | Ruta 1                          | Colonia                                                                  |                      |  |
| 52               | | suroeste-noreste | Boca del Rosario         | Cufré                           | Colonia                                                                  |                      |  |
| 53               | | sur-norte        | Ruta 1                   | Ruta 12                         | Colonia                                                                  |                      |  |
| 54               | | sur-norte        | Juan Lacaze              | Ruta 12                         | Colonia                                                                  |                      |  |
| 55               | | suroeste-noreste | Ruta 21                  | Ruta 3                          | Colonia, Soriano, Río Negro                                              |                      |  |
| 56               | Coronel Bernabé Rivera | oeste-este       | Ruta 5                   | Ruta 7                          | Florida                                                                  | 53                   |  |
| 57               | | suroeste-noreste | Cardona                  | Trinidad                        | Flores, Soriano                                                          | 110                  |  |
| 58               | | oeste-este       | Ruta 5                   | Ruta 7                          | Florida, Lavalleja                                                       |                      |  |
| 59               | | sur-norte        | Ruta 43                  | Ruta 5                          | Tacuarembó                                                               |                      |  |
| 60               | Coronel Manuel Francisco Artigas | sur-norte        | Ruta 12                  | Pan de Azúcar                   | Lavalleja, Maldonado                                                     | 39                   |  |
| 61               | Camino de los Colonos | suroeste-noreste | Ruta 52                  | Nueva Helvecia                  | Colonia                                                                  |                      |  |
| 62               | | sur-norte        | Ruta 5                   | Ruta 81                         | Canelones                                                                |                      |  |
| 63               | Juan Pedro Tapié Piñeyro(Desde Ruta 5 hasta la Ciudad de San Ramón)                                                                                        | oeste-este       | Santa Lucía              | San Ramón                       | Canelones                                                                |                      |  |
| 64               | Gastón R. Rosa | suroeste-noreste | Ruta 46                  | Ruta 63                         | Canelones                                                                |                      |  |
| 65               | | oeste-este       | Ruta 33                  | Ruta 7                          | Canelones                                                                |                      |  |
| 66               | | sur-norte        | Ruta 32                  | Ruta 67                         | Canelones                                                                | 6                    |  |
| 67               | | suroeste-noreste | Las Piedras              | Sauce                           | Canelones                                                                |                      |  |
| 68               | | sureste-noroeste | Ruta 67                  | Progreso                        | Canelones                                                                |                      |  |
| 69               | | sur-norte        | Ruta 67                  | Ruta 32                         | Canelones                                                                |                      |  |
| 70               | Camino de los Fusilados | sur-norte        | Balneario Cuchilla Alta  | Ruta 9                          | Canelones                                                                |                      |  |
| 71               | | sur-norte        | Las Flores               | Estación Las Flores             | Maldonado                                                                | 2,8                  |  |
| 72               | | suroeste-noreste | Playa Verde              | Ruta 73                         | Maldonado                                                                |                      |  |
| 73               | | noroeste-sureste | Estación Las Flores      | Ruta 37                         | Maldonado                                                                |                      |  |
| 74               | | sureste-noroeste | Barros Blancos           | Ruta 6                          | Canelones                                                                | 7,5                  |  |
| 75               | | sur-norte        | Pando                    | Ruta 7                          | Canelones                                                                |                      |  |
| 76               | | noroeste-sureste | Ruta 77                  | Camino de Las Tropas            | Florida                                                                  |                      |  |
| 77               | | sur-norte        | 25 de Agosto             | Departamento de San José        | Florida, San José                                                        |                      |  |
| 78               | | sur-norte        | Paso Belastiquí          | 25 de Agosto                    | San José, Florida                                                        | 26                   |  |
| 79               | Alejandro Zorrilla de San Martín Lamas (desde empalme con ruta 11 hasta empalme con ruta 78)                                                               | sur-norte        | Paso Belastiquí          | Ruta 45                         | San José                                                                 |                      |  |
| 80               | | sur-norte        | Ruta 8                   | Ruta 7                          | Canelones                                                                |                      |  |
| 81               | Evaristo Guerra Mattos | oeste-este       | Santa Lucía              | Ruta 60                         | Canelones, Lavalleja                                                     |                      |  |
| 82               | | noroeste-sureste | Ruta 11                  | Empalme Olmos                   | Canelones                                                                |                      |  |
| 83               | | sur-norte        | Ruta 21                  | Ruta 22                         | Colonia                                                                  |                      |  |
| 84               | | suroeste-noreste | Montevideo               | Ruta 75                         | Canelones                                                                |                      |  |
| 85               | | noroeste-sureste | Toledo                   | Ruta 84                         | Canelones                                                                |                      |  |
| 86               | Carmelo René González | suroeste-noreste | Ruta 6                   | Ruta 11                         | Canelones                                                                |                      |  |
| 87               | | sureste-noroeste | Ruta Interbalnearia      | Ruta 34                         | Canelones                                                                |                      |  |
| 88               | | suroeste-noreste | Ruta 11                  | Migues                          | Canelones                                                                |                      |  |
| 89               | | norte-sur        | Ruta 1                   | Centro de Reclusión de Libertad | San José                                                                 |                      |  |
| 90               | Ruta de los Charrúas | oeste-este       | Paysandú                 | Guichón                         | Paysandú                                                                 | 83                   |  |
| 91               | | norte-sur        | General Enrique Martínez | Vergara                         | Treinta y Tres                                                           |                      |  |
| 92               | | sur-norte        | Puerto Rosario           | Ruta 1                          | Colonia                                                                  |                      |  |
| 93               | | noroeste-sureste | Ruta 9 (Interbalnearia)  | Arroyo El Potrero               | Maldonado                                                                | 10,2                 |  |
| 94               | | oeste-este       | Ruta 6                   | Fray Marcos                     | Florida                                                                  |                      |  |
| 95               | | suroeste-noreste | Villa Soriano            | Ruta 21                         | Soriano                                                                  |                      |  |
| 96               | | noroeste-sureste | Ruta 95                  | Ruta 12                         | Soriano                                                                  |                      |  |
| 97               | | sur-norte        | Carmelo                  | Ruta 12                         | Colonia                                                                  |                      |  |
| 98               | | sureste-noroeste | Treinta y Tres           | Ruta 7                          | Treinta y Tres                                                           |                      |  |
| 99               | | suroeste-noreste | Balneario Solís          | Ruta 9 (Interbalnearia)         | Maldonado                                                                | 4,5                  |  |
| 100              | | suroeste-noreste | Ruta 14                  | Los Agüero                      | Durazno                                                                  |                      |  |
| 101              | Capitán Juan Antonio Artigas | suroeste-noreste | Av. Giannattasio         | Ruta 8                          | Canelones                                                                | 15                   |  |
| 102              | Perimetral Wilson Ferreira Aldunate | este-oeste       | Ruta 101                 | Ruta 5                          | Canelones, Montevideo                                                    | 25                   |  |
| 103              | | oeste-este       | La Floresta              | Ruta 70                         | Canelones                                                                |                      |  |
| 104              | | sur-norte        | Ruta 10                  | Ruta 9                          | Maldonado                                                                | 15                   |  |
| 105              | | oeste-este       | Dolores                  | Palmitas                        | Soriano                                                                  |                      |  |
| 106              | | suroeste-noreste | Ruta 22                  | Ruta 12                         | Colonia                                                                  |                      |  |
| 107              | | sureste-noroeste | Ruta 11                  | Sauce                           | Canelones                                                                |                      |  |
| 108              | Wilson Ferreira Aldunate | suroeste-noreste | Migues                   | Ruta 40                         | Canelones, Lavalleja                                                     |                      |  |
| 109              | Zelmar Michelini | noroeste-sureste | Aiguá                    | Rocha                           | Maldonado, Rocha                                                         |                      |  |
| IB               | Ruta Interbalnearia General Líber Seregni (desde ruta 101 hasta km 83)                                                                                     | oeste-este       | Ruta 101                 | Punta Ballena                   | Canelones, Maldonado                                                     | 98                   |  |

(*) Longitud medida en distancia entre punto de inicio y fin sin tomar en cuenta el recorrido

## Tipos de rutas

Carreteras duplas (doble calzada) de Uruguay, 2024, en rojo.

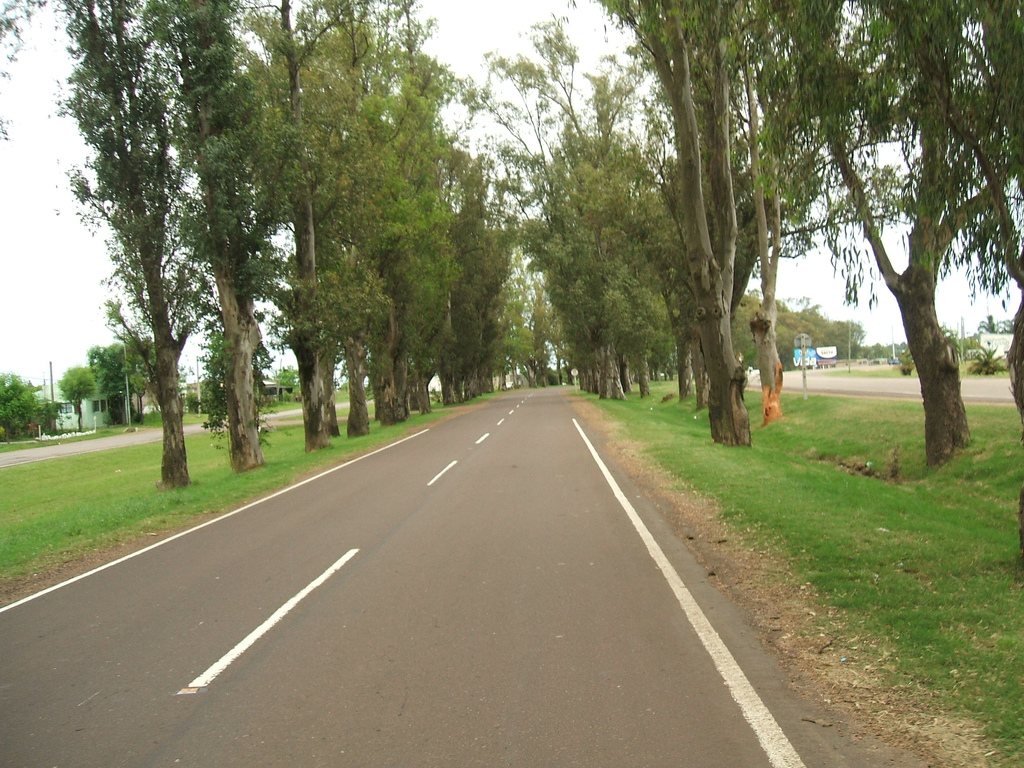
Carretera en el departamento de Salto

El Ministerio de Transporte y Obras Públicas clasifica a las rutas uruguayas en: Corredor Internacional, Red Primaria, Red Secundaria y Red Terciaria, dependiendo del material con que estén construidas.

### Corredor Internacional
Vías que unen Montevideo con los principales puntos de salida del país. Construidas en hormigón o con carpeta asfáltica.
- Ruta 1 en todo su recorrido;
- Ruta 2 en todo su recorrido;
- Ruta 3 en todo su recorrido;
- Ruta 5 en todo su recorrido;
- Ruta 8 desde su comienzo en Montevideo hasta Treinta y Tres;
- Ruta 9 en todo su recorrido;
- Ruta 18 en todo su recorrido.

### Red Primaria
Vías que unen capitales departamentales entre sí. Construidas con carpeta asfáltica o tratamiento bituminoso.
- Ruta 6 en su tramo más próximo a Montevideo (80 km aproximadamente);
- Ruta 7 en su tramo más próximo a Montevideo (100 km aproximadamente);
- Ruta 8 desde Treinta y Tres hasta Aceguá;
- Ruta 21 en todo su recorrido;
- Ruta 24 en todo su recorrido;
- Ruta 26 en todo su recorrido;
- Ruta 30 desde su entronque con ruta 5 hasta Artigas;
- Ruta IB en todo su recorrido.

### Red Secundaria y Terciaria
Vías que unen localidades menores, algunos balnearios o zonas agroindustriales importantes. Construidas con tratamiento bituminoso o tosca.